# Айрес, Лариса
Лариса Айрес Рибейро да Силвейра (порт. Laryssa Ayres Ribeiro da Silveira, род. 4 марта 1997, Рио-де-Жанейро) — бразильская актриса и модель.

## Карьера
Она дебютировала на телевидении в 2013 году в мыльной опере «Цветок Карибского моря» на Rede Globo, где она появляется в сцене воспоминаний вместе с актёром Эйке Дуарте.
В 2015 году она сыграла роль Аманды в фильме «Убей меня, пожалуйста».
Также в 2015 году она регулярно дебютировала в основном составе подростковой мыльной оперы «Воркаут: твое место в мире» на Rede Globo в качестве старшеклассницы из ненадёжной школы по имени Джессика.
В 2016—2017 годах она последовала и работала в «Воркаут: С днем рождения», как тот же персонаж, где она теперь закончила среднюю школу и начинает работать на приеме в важном спортзале в городе, и даже сделала романтическую пару с персонажем актёра Сержио Мальейроса.
В 2017 году она сыграла Ариэлу Фельд в первой фазе бразильской теленовеллы «Апокалипсис» на RecordTV, роль, которую она разделила с Леоной Кавалли.
В 2018 году она дебютировала в прайм-тайм, сыграв Дайану Зерзил в мыльной опере Rede Globo «Седьмой хранитель», девушку-борца, которая страдает от предрассудков со стороны отца за любовь к боям, вместе с Марсело Серрадо, Каролиной Дикманн, Джулией Гайозо и другими актёрами.
В 2021 году она в актёрском составе мыльной оперы «Бытие» на RecordTV, играя роль Сары.

## Личная жизнь
С 2019 по 2021 год она встречалась с актрисой Марией Майей.

## Фильмография
- 2013 — «Цветок Карибского моря»
- 2015 — «Убей меня, пожалуйста»
- 2015—2016 — «Воркаут: твое место в мире»
- 2016—2017 — «Воркаут: С днем рождения»
- 2017 — «Апокалипсис»
- 2018 — «Седьмой хранитель»
- 2021 — «Бытие»

## Примечание
1. ↑  Eike e Laryssa Ayres interpretam Cassiano e Ester na adolescência em uma cena de flashback (порт.). Extra. Дата обращения: 15 ноября 2018. Архивировано 26 ноября 2018 года.
2. ↑  Jéssica - Laryssa Ayres (порт.) (17 августа 2015). Дата обращения: 15 ноября 2018. Архивировано 15 ноября 2018 года.
3. ↑  Souza, Letícia. Laryssa Ayres revela semelhança com Jéssica, de 'Malhação': 'Sempre sou o cupido' (порт.). Gshow (1 мая 2016). Дата обращения: 15 марта 2023. Архивировано 15 марта 2023 года.
4. ↑  Santos, Rafaela. Laryssa Ayres fala de personagem skatista em 'O Sétimo Guardião' (порт.) (11 июня 2018). Дата обращения: 15 марта 2023. Архивировано 15 марта 2023 года.
5. ↑  Rodrigues, Mariana. Ex-"Malhação" Laryssa Ayres se prepara para novo papel em "O Sétimo Guardião" (порт.). PureBreak (16 июля 2018). Дата обращения: 15 марта 2023. Архивировано 24 ноября 2021 года.
6. ↑  “Laryssa Ayres confirma namoro com Maria Maya: Estamos juntas” (порт.) (10 марта 2019). Дата обращения: 11 марта 2019. Архивировано 30 марта 2019 года.